# Mącznik (Siemyśl)
Mącznik (deutsch Alte Mühle) ist ein Wohnplatz in der Woiwodschaft Westpommern in Polen. Er gehört zu der  Gmina Siemyśl (Gemeinde Simötzel) im Powiat Kołobrzeski (Kolberger Kreis).
Der Wohnplatz liegt in Hinterpommern, etwa 13 Kilometer südlich von Kołobrzeg (Kolberg) und etwa 90 Kilometer nordöstlich von Stettin.
Der Wohnplatz ging aus der Wassermühle des Dorfes Nessin hervor, die nördlich des Dorfes am Spiebach lag. Vermutlich bezieht sich bereits die Erwähnung eines „molenfließ“, also eines Mühlenfließ, in einer Urkunde aus dem Jahre 1294 auf diese Mühle. In Ludwig Wilhelm Brüggemanns Ausführlicher Beschreibung des gegenwärtigen Zustandes des Königlich Preußischen Herzogtums Vor- und Hinterpommern (1784) ist bei Nessin „1 Wassermühle, welche nebst dem so genannten Sandkruge etwa 300 Schritte von dem Dorfe liegt“, aufgeführt. Im Jahre 1816 wurden in Alte Mühle und Sandkrug zusammen 16 Einwohner gezählt.
In der 2. Hälfte des 19. Jahrhunderts wurde die Wassermühle stillgelegt, da im Rahmen der Regulierung des Spiebachs der erforderliche Mühlenstau aufgehoben wurde.
Alte Mühle bildete bis 1945 einen Teil der Gemeinde Nessin und gehörte mit dieser zum Landkreis Kolberg-Körlin der Provinz Pommern. Alte Mühle war zwar als Ortsname im Messtischblatt eingetragen, wurde aber amtlich nicht mehr als gesonderter Wohnplatz geführt.
1945 kam Alte Mühle, wie ganz Hinterpommern, an Polen. Es erhielt den polnischen Ortsnamen „Mącznik“.